# ربکا لیلیه‌بری
ربکا لیلیه‌بری (سوئدی: Rebecka Liljeberg) یک پزشک متخصص کودکان و بازیگر پیشین اهل سوئد است.
از فیلم‌هایی که وی در آن‌ها نقش داشته‌است، می‌توان به آمال لعنتی (به کارگردانی لوکاس مودیسون) و بوسهٔ خرس (به کارگردانی سرگئی بودروف) اشاره نمود.